# محمد عبدالرحمان (بازیکن فوتبال، زاده ۱۹۹۳)
محمد عبدالرحمان (انگلیسی: Mohamed Abdelrahman؛ زادهٔ ۱۰ ژوئیهٔ ۱۹۹۳) بازیکن فوتبال اهل سودان است.
از باشگاه‌هایی که در آن بازی کرده‌است می‌توان به باشگاه فوتبال المریخ اشاره کرد.
وی همچنین در تیم ملی فوتبال سودان بازی کرده‌است.